# Ibn Sabin al-Mursí
Abdalḥaqq b Ibrāhim Ibn Sab'īn (Murcia, 1217- La Meca, 1270) fue un maestro sufí natural de al-Ándalus y filósofo neoplatónico.  Él mismo se autodenominaba Ibn Dāra.
Cuando tenía unos 30 años, fue forzado a abandonar su tierra y se asentó en Cádiz. De este tiempo es su obra más conocida, las Cuestiones Sicilianas. Debido a la suficiente fama que tenía en ese momento, el gobernador de Ceuta le encargó la respuesta de una serie de preguntas filosóficas que el emperador Federico II le había hecho al sultán almohade Abu Ala Al-Mamun "Abdul-Wahid II. Aunque este es el planteamiento que aparece en la introducción de las Cuestiones Sicilianas, parece ser realmente se trate de un manual de filosofía para estudiantes.
Posteriormente, se vio de nuevo forzado a exiliarse, pasando por Bades (Peñón de Vélez de la Gomera), Bugía, Túnez, Gabès, El Cairo, hasta llegar a La Meca. Durante este periplo, fue en Bugía donde conoció a su discípulo más fiel, el poeta y sufí de Guadix al-Shushtari.
Contribuyó a la creación, en el mundo islámico, de la leyenda negra de Averroes, andalusí como él y de una generación anterior a la suya. Sobre el autor cordobés llegó a decir: “Está fascinado por Aristóteles y lo engrandece hasta casi imitarlo en los sentidos y en los primeros inteligibles. Si oyese al Sabio decir que uno está de pie a la vez que sentado, lo diría él también y tendría fe en ello”.